# Albert Ayler
Albert Ayler (Cleveland Heights, 13 de julho de 1935 – East River, 25 de novembro de 1970) foi um saxofonista, cantor e compositor estadunidense de avant-garde jazz.

## Jazz primitivo
Ayler é geralmente visto como o mais primitivo dos músicos de free jazz dos anos 60; o crítico John Litweiler escreveu que "nunca antes ou depois disto houve uma agressão tão crua ao jazz"
Ele tinha um tom devastador e profundo - alcançado usando um duro pedaço de cano no seu sax tenor.
Suas gravações em trio ou quarteto de 1964, como Spiritual Unity e The Hilversum Session, mostram o avançado senso de improvisação de John Coltrane e Ornette Coleman por planos abstratos onde o timbre, ao invés da harmonia e melodia, são a coluna vertebral da música.
Sua música estática de 1965 e 1966, como "Spirits Rejoice" e "Truth is Marching In" foi comparada por críticas às bandas de percussão do Exército da Salvação, e simplesmente, como marchinhas alternadas com improvisações selvagens, que foram consideradas como resgate de um jazz de raízes pré-Louis Armstrong.

## Discografia
Ano de gravação, título original do álbum, gravadora original e país de origem. (p) indica lançamento póstumo.
- 1962: Something Different!!!!! (aka The First Recordings Vol. 1) (Bird Notes) (Suécia)
- 1962: The First Recordings, Vol. 2 (Bird Notes) (Suécia)
- 1963: My name is Albert Ayler (Debut) (Dinamarca)
- 1964: Spirits (aka Witches & Devils) (Debut) (Dinamarca)
- 1964: Swing low sweet spiritual (Osmosis) (Holanda) (p) (CD release: Goin' Home (Black Lion))
- 1964: Prophecy [live] (ESP/Base) (Itália) (p)
- 1964: Albert Smiles With Sunny [ao vivo] (In Respect) (Alemanha) (p) (CD 1: Prophecy, CD 2: material extra de alguns concertos, subsequentemente incluído em Holy Ghost)
- 1964: Spiritual Unity (ESP Disk) (USA)
- 1964: New York Eye And Ear Control (ESP) (USA)
- 1964: Albert Ayler [ao vivo] (Philology) (Itália) (p) (CD release: Live In Europe 1964-1966 (Landscape) (França). 1964 tracks included on The Copenhagen Tapes, 1966 tracks included on Holy Ghost)
- 1964: The Copenhagen tapes [ao vivo] (Ayler Records) (Suécia) (p)
- 1964: Ghosts (aka Vibrations) (Debut) (Dinamarca)
- 1964: The Hilversum Session (Osmosis Records/Coppens Records) (Holanda) (p) -
- 1965: Bells (ESP) (US) Live at New York Town Hall
- 1965: Spirits rejoice (ESP) (USA)
- 1965: Sonny's Time Now (Jihad) (USA)
- 1966: At Slug's saloon, vol. 1 & 2 [ao vivo] (ESP/Base) (Itália) (p)
- 1966: Lörrach / Paris 1966 [ao vivo] (hat HUT) (Suíça) (p)
- 1966: In Greenwich Village [ao vivo] (Impulse! Records) (US)
- 1966: The Village Concerts [ao vivo] (Impulse! Records) (US) (p) (CD release of In Greenwich Village and The Village Concerts as Live In Greenwich Village: The Complete Impulse Recordings (Impulse! Records))
- 1967: Love Cry (Impulse! Records) (USA)
- 1968: New Grass (Impulse! Records) (USA)
- 1969: Music is the Healing Force of the Universe (Impulse! Records) (USA)
- 1969: The Last Album (Impulse! Records) (USA) (p)
- 1970: Nuits de la Fondation Maeght Vol. 1 & 2 [ao vivo] (Shandar) (França) (p)
- 1970: Albert Ayler Quintet 1970 [ao vivo] (Blu Jazz) (Itália) (p) (re-lançado como Live On The Riviera (ESP) (USA))
- 2004: Holy Ghost (Revenant Records) (USA) (p) (caixa com 9 discos.)
- 2006: The Complete ESP-Disk Recordings